# Хотюхове
Хотюхове (біл. вёска Хацюхова) — село в складі Крупського району Мінської області, Білорусь. Село є адміністративним центром Хотюхівської сільської ради, розташоване в східній частині області.